# Belogradets
Belogradets (bulgariska: Белоградец) är ett distrikt i Bulgarien.   Det ligger i kommunen Obsjtina Vetrino och regionen Oblast Varna, i den östra delen av landet, 300 kilometer öster om huvudstaden Sofia.
Trakten runt Belogradets består till största delen av jordbruksmark. Runt Belogradets är det ganska glesbefolkat, med 34 invånare per kvadratkilometer.